# Nikolaus Haufler

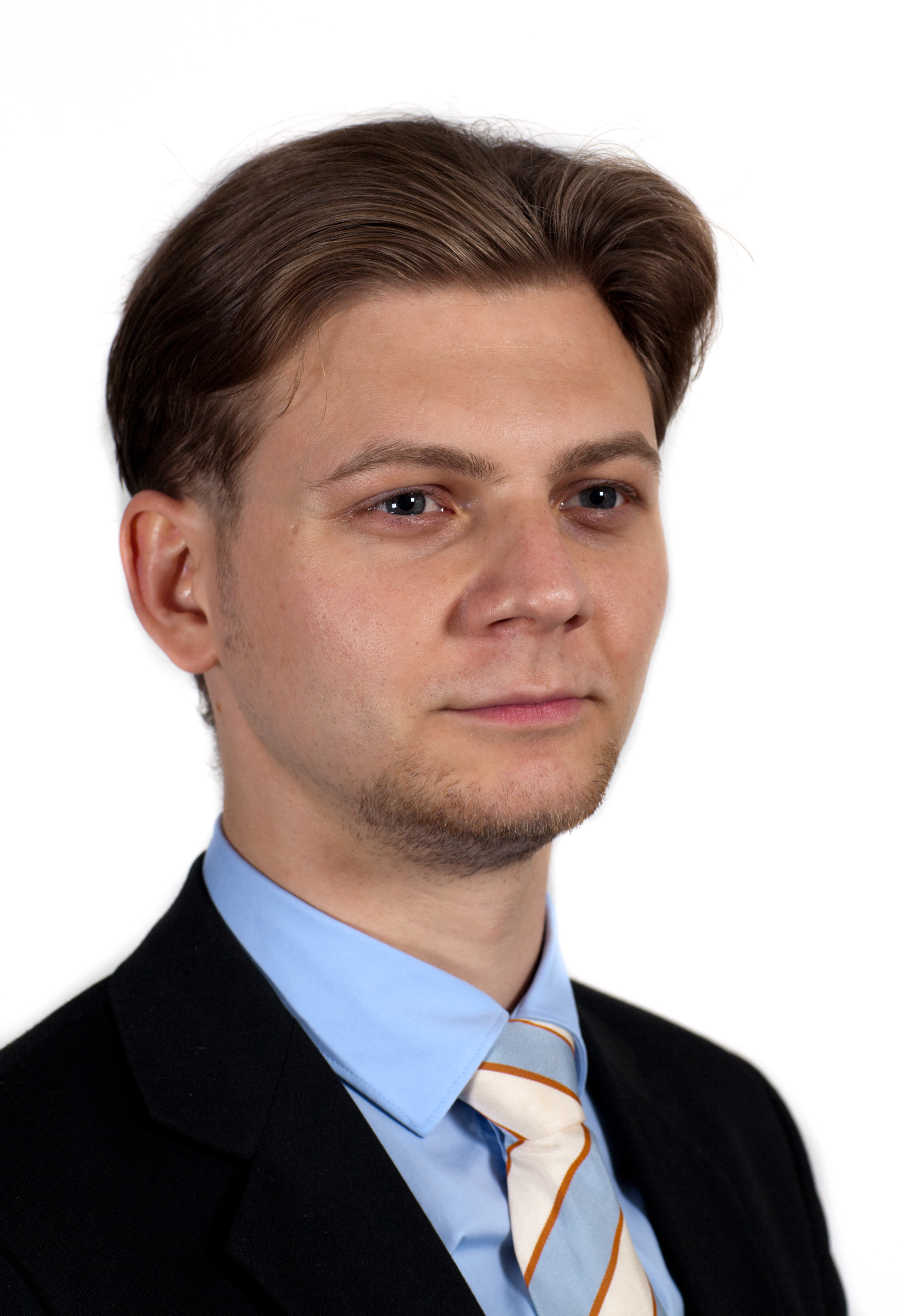
Nikolaus Haufler im Juni 2011

Nikolaus Haufler (* 10. Dezember 1984 in Tscheljabinsk, Russische SFSR, Sowjetunion) ist ein deutscher Politiker (CDU) und Unternehmer. Von 2011 bis 2015 war er Mitglied der Hamburgischen Bürgerschaft.

## Leben
Nikolaus Hauflers Vater ist Nachkomme von Krimdeutschen, seine Mutter ist Russin. Seit 1995 lebt er in Hamburg. Dort legte er 2003 das Abitur am Gymnasium Hamm ab und war Stipendiat der Konrad-Adenauer-Stiftung. Das Studium an der Fachhochschule Wedel schloss er 2007 als Dipl.-Wirtschaftsinformatiker (FH) ab. Nikolaus Haufler ist evangelischer Konfession.
2001 trat Nikolaus Haufler in die Junge Union und die CDU Hamburg ein. Ab 2004 war er zugewählter Bürger in Fachausschüssen der Bezirksversammlung Hamburg-Mitte und Kreisvorsitzender der Jungen Union Hamburg-Mitte. Von 2008 bis 2011 war er Bezirksabgeordneter in der Bezirksversammlung Hamburg-Mitte und dort Fraktionssprecher im Jugendhilfeausschuss sowie im Haushaltsausschuss. Bei der Bürgerschaftswahl in Hamburg 2011 wurde er auf Platz 50 der Landesliste stehend in die Hamburgische Bürgerschaft gewählt.

2009 scheiterte Haufler mit seiner Kandidatur um den Landesvorsitz der Jungen Union Hamburg.
Im November 2011 startete Nikolaus Haufler eine Unterschriftensammlung mit der Absicht, das seit September 2011 geltende Alkoholverbot in öffentlichen Verkehrsmitteln des Hamburger Verkehrsverbundes zu kippen. Die Initiative „Gegen Bevormundung im HVV – Für das Feierabendbier“ beabsichtigte, bis März 2012 mehr als 10.000 Unterschriften zu sammeln, um ein Volksbegehren zu erwirken. Die Unterschriftslisten wurden nicht abgegeben.
Bei der Bürgerschaftswahl 2015 kandidierte Nikolaus Haufler auf Platz 23 der Landesliste, verlor jedoch sein Mandat. Seitdem gehört er weiterhin dem Landesvorstand der CDU-Hamburgs als kooptiertes Mitglied an. Zudem ist er weiterhin als Beisitzer im Hamburger Landesvorstand der Jungen Union aktiv.
2019 gründete Haufler ein Startup-Unternehmen, das Versicherungen gegen Wettereinflüsse für kleine und mittlere Unternehmen anbietet.